# Cynia wytworna
Cynia wytworna, cynia zdobna, jakobinka zdobna (Zinnia elegans) – gatunek rośliny jednorocznej z rodziny astrowatych. Pochodzi z terenów Meksyku. W wielu krajach świata jest uprawiana jako ozdobna roślina uprawowa.

## Morfologia
PokrójRoślina dorastająca do 100 cm wysokości.
LiścieW kształcie sercowatojajowatym lub owalnym.
KwiatyDość duże, do 12 cm średnicy. Zebrane są w koszyczki umiejscowione na szczycie łodygi. Występuje w wielu kolorach, od białego poprzez żółte i różowe do purpurowego. Okres kwitnienia od czerwca do września.

## Zastosowanie
Jest uprawiana jako ogrodowa roślina ozdobna. Nadaje się na rabaty i kwiat cięty. Rozmnaża się przez nasiona wysiewane wiosną wprost do gruntu, lub lepiej z wcześniej przygotowanej pod osłonami rozsady (przedłuża to okres jej kwitnienia). Po przekwitnięciu kwiatostany ścina się.